# اقتصاد بنما
إن اقتصاد بنما اقتصاد دولاري، كامل الدخل المرتفع، ذو تاريخ يتسم بانخفاض التضخم. يعتمد اقتصاد بنما بشكل أساسي على الصناعات الخدماتية، التي تمثل ما يقرب من 80% من ناتجها المحلي الإجمالي. وتشمل الخدمات قناة بنما، والمصارف، والتجارة، ومنطقة كولون للتجارة الحرة، والتأمين، وموانئ الحاويات، والسجل الرائد، والخدمات الطبية والصحية، والسياحة. وتشمل صناعة البلاد تصنيع قطع غيار الطائرات، والتعزيز والمشروبات والمواد اللاصقة والمنسوجات. وبالإضافة إلى ذلك، تشمل بعض الصادرات لبنما الموز، والروبيان، والسكر، والبن، والملابس.
حلّت بنما في المرتبة 84 في مؤشر الابتكار العالمي في عام 2023. وتقدّمت للمرتبة 82 في مؤشر عام 2024.

## تاريخ الاقتصاد
منذ أوائل القرن السادس عشر، أعطى الموقع الجغرافي لبنما ميزة نسبية. وبعد وصول الإسبان بوقت قصير، نقل الغزاة الذهب والفضة من بيرو إلى إسبانيا عبر مضيق بنما. وتناولت الموانئ على كل ساحل والطريق بينهما الكثير من تجارة إسبانيا الاستعمارية التي ازدهر وانتفع منها سكان مدن الميناء. فقد كانت البلاد تعتمد دومًا على التجارة العالمية لازدهارها ووارداتها. ولم تحظ الزراعة إلا بقدر ضئيل من الاهتمام حتى القرن العشرين.
تأثرت بنما بالطابع الدوري للتجارة الدولية. أصاب الاقتصاد الركود في القرن الثامن عشر مع تراجع التبادل الاستعماري عبر المضيق. في منتصف القرن التاسع عشر، ازدهر اقتصاد بنما بسبب زيادة البضائع وحمى ذهب كاليفورنيا.
أكملت الولايات المتحدة القناة في عام 1914، كما توسعت حركة المرور في القناة بمعدل 15% سنويًا بين عامي 1915 و1930. وقد شعر السكان بالتحفيز بقوة في مدينتي بنما سيتي وكولون، المدينتين الأخيرتين للقناة. ولكن الكساد العالمي في ثلاثينيات القرن العشرين أدى إلى انخفاض التجارة الدولية وحركة المرور في القنوات، الأمر الذي أدى إلى البطالة الشديدة في عدة مدن. خلال الحرب العالمية الثانية، لم تزدهر حركة القناة، لكن الاقتصاد ازدهر مع إرسال نظام القوافل ووجود القوات الأمريكية للدفاع عن القناة، مما أدى إلى زيادة الإنفاق الأجنبي في المدن المحيطة بها. وأعقب نهاية الحرب الكساد الاقتصادي وانتقال آخر للعاطلين عن العمل إلى الزراعة. وقد بدأت الحكومة برنامجًا متواضعًا للأشغال العامة، ووضعت خطة لدعم أسعار المحاصيل الرئيسية، وزيادة الحماية للمنتجات الزراعية والصناعية المختارة.
أفسح الكساد الذي أعقب مرحلة ما بعد الحرب المجال أمام التوسع الاقتصادي السريع بين عام 1950 وعام 1970، عندما ارتفع الناتج المحلي الإجمالي بمعدل 6.4% سنويًّا، وهو واحد من أعلى معدلات النمو المستدامة في العالم. وساهمت جميع القطاعات في النمو. وارتفع الناتج الزراعي، معززًا بزيادة أنشطة الصيد (وخاصة الروبيان)، وتطوير إنتاج الفاكهة والخضروات عالية القيمة، والنمو السريع لصادرات الموز بعد زراعة الأشجار المحصنة من المرض. تطورت التجارة إلى نظام متطور نسبيًّا للبيع بالجملة والتجزئة. فقد سجل القطاع المصرفي، والسياحة، وتصدير الخدمات إلى منطقة القناة نموًّا سريعًا. والأهم من ذلك أن زيادة التجارة العالمية وفرت حافزًا رئيسيًا لاستخدام القناة وتنشيط الاقتصاد.
في سبعينيات وثمانينيات القرن العشرين، كان نمو بنما متذبذبًا مع تقلبات الاقتصاد العالمي. وبعد عام 1973، تباطأ التوسع الاقتصادي كثيرًا نتيجة لعدد من العوامل الدولية والمحلية. فقد بلغ متوسط نمو الناتج المحلي الإجمالي الحقيقي 3.5% سنويًّا بين عامي 1973 و1979. ففي أوائل ثمانينيات القرن العشرين، انتعش الاقتصاد مع معدلات نمو الناتج المحلي الإجمالي التي بلغت 15.4% في عام 1980، و4.2% في عام 1981، و5.6% في عام 1982. بيد أن الركود الحاد الذي شهدته أميركا اللاتينية بعد عام 1982 ألحق الضرر باقتصاد بنما. ولم يكن نمو الناتج المحلي الإجمالي في عام 1983 سوى 0.4%؛ في عام 1984 كان -0.4%.
وتزامنت هذه الفترة مع وصول الجنرال مانويل نورييغا إلى السلطة، الذي أصبحت بنما في عهده مدينة كثيرًا، بحلول عام 1986، كانت بنما مدينة 360 مليون دولار أمريكي لصندوق النقد الدولي وحده، والتي بلغت 278% من حصتها. الأمر الذي دفع صندوق النقد الدولي إلى فرض برنامج تعديل مدعوم من جانبه في الفترة 1985-1987، بينما انتعش الاقتصاد نوعا ما. في عام 1985 شهدت بنما انتعاشا اقتصاديا مع نمو الناتج المحلي الإجمالي بنسبة 4.1%. وقدر الرقم المقابل لعام 1986 بنسبة 2.8%.
بدأت الولايات المتحدة في ملاحقة نورييغا بسبب تحويله بنما لدولة مخدرات، والتي بلغت ذروتها بالعقوبات التي جمدت أصول بنما في الولايات المتحدة؛ ومنذ أن استخدمت بنما الدولار الأمريكي، اضطرت إلى التخلف عن سداد ديونها المستحقة على صندوق النقد الدولي في 25 ديسمبر 1987. شملت الاضطرابات الاقتصادية في البلد إضرابًا عامًا وإغلاق النظام المصرفي لمدة شهرين. سددت بنما مبلغًا رمزيًا في اليوم السابق لاجتماع صندوق النقد الدولي في نوفمبر 1988، ولكن الحالة لم تحل إلا في عام 1989. أدان المجتمع الدولي الانتخابات الرئاسية في مايو 1989 ووصفها بأنها مزورة وبدأ صندوق النقد الدولي يفقد صبره إزاء المتأخرات المتزايدة لبنما التي عليها الآن.
أعلنت الولايات المتحدة وألمانيا بموجب قرار في 30 يونيو 1989 أن بنما غير مؤهلة للحصول على مزيد من الدعم من صندوق النقد الدولي. وقد حل الوضع في نهاية المطاف بغزو الولايات المتحدة لبنما في ديسمبر 1989.